# Хосоэ, Эйко
Эйко Хосоэ (яп. 細江 英公 Хосоэ Эйко:, 18 марта 1933 — 16 сентября 2024, Токио) — японский фотограф, один из крупнейших фотохудожников Японии XX века. Настоящее имя — Тосиро Хосоэ. На протяжении всего своего творческого пути центральным для Хосоэ было и остаётся человеческое тело как средство истолкование идентичности человека и его душевных коллизий.

## Жизнь и творчество
Родился в префектуре Ямагата в семье синтоистского священника. Вырос в Токио. Личность формировалась в годы катастроф, в которые была вовлечена Япония в середине XX века. Начал фотографировать, инстинктивно пытаясь осмыслить радикальную трансформацию жизни в послевоенные годы. После окончания войны сменил имя на Эйко как знак начала новой эпохи (первый иероглиф в новом имени означал «английский» — символ вторжения в Японию западной культуры и английского языка, к тому же в отличие от многих своих современников Хосоэ прекрасно владел им, что в дальнейшем способствовало продвижению его работ, за рубежом). Ещё будучи школьником в 1952 году принял участие в фотоконкурсе, проводившемся компанией «Fujifilm», и был удостоен главной награды. На конкурс Хосоэ была представлена серия работ «Подди-тян», в репортажной манере изображавшая быт американского ребёнка, прибывшего в Японию вместе с родителями в составе оккупационных войск.
Первый успех стимулировал дальнейший интерес к фотографии, в результате чего в следующем году Хосоэ поступил в Токийский краткосрочный университет фотографии (ныне часть Токийского политехнического университета). Практически сразу отошёл от традиций фотожурналистики и примкнул к арт-группе Сюдзо Такигути, куда входили также Он Кавара, Тацуо Фукусима и др. Начала экспериментировать с постановочной фотографией, в эмоциональной и изобилующей контрастами манере пытаясь выразить настроения пост-атомной Японии. С первых лет творчества остановил свой выбор на чёрно-белой фотографии, лишь однажды впоследствии обратившись к цвету.
В университетские годы привлёк к себе внимание входившего в группу Такигути Тацуо Фукусимы, фотокритика, отметившего тяготение Хосоэ к эстетике совершенно отличной от той, которая культивировалась доминировавшей в японской фотографии того времени фотореалистической школой, представленной такими фотографами, как Кэн Домон и др. В те же годы сблизился с авангардным художником-гравером и фотографом Эйкю, оказавшим на него существенное влияние и вдохновившим на преодоление господствовавших в искусстве стереотипов. В 1954 году окончил университет и начал карьеру независимого фотографа. После публикации технического руководства по основам фотографии, на полученный гонорар отправился в путешествие по Японии, во время которого интенсивно продолжал поиски новой формы. Одной из первых публичных демонстраций работ Хосоэ стала организованная Фукусимой выставка «Глаза десяти» (十人の眼). Позднее участниками этой выставки было создано творческое объединение фотографов «VIVO», ставшего событием в японской фотографии. Первая персональная выставка, «Американка в Токио», состоялась в 1956 году. На ней Хосоэ представил вымышленного фотоэссе о несчастной любви американки и японца. Несмотря на то, что предприятие закончилось провалом, сама история впоследствии была положена в основу сценария для радиопьесы, а работы были опубликованы в журнале «Фотосалон».
Одним из поворотных моментов в раннем периоде творчества Хосоэ стало посещение им в 1959 году исполнения изобиловавшего гомоэротикой хореографической постановки по мотивам повести Юкио Мисимы «Запретные цвета», осуществленной Тацуми Хидзикатой, одним из родоначальников буто. Эротизмом на грани фола была наполнена вторая выставка Хосоэ, озаглавленная «Мужчина и женщина». Шокировав японскую публику, она принесла Хосоэ и международную известность. На выставке были представлены напечатанные на большом формате фрагменты ню Хидзикаты и других участников его труппы. Сотрудничество Хидзикаты и Хосоэ получило своё продолжение в экспериментальном фильме «Пуп и атомная бомба». Как кинематографист Хосоэ также известен другими фильмами, созданными вместе с Хидзикатой, и лентами «Дзюдо» и «Современный пентатлон», снятыми для Токийских олимпийских игр в 1964 году. Работа над новой фотосерией «Объятие», где вновь позировал Хидзиката, была, однако, прервана после знакомства Хосоэ с циклом Билла Брандта «Перспективы ню»: впечатление от работ Брандта было настолько сильным, что Хосоэ почувствовал вторичность создаваемого им и отложил своей замысел на десятилетие.
Широкую известность Хосоэ принесли серия ню Юкио Мисимы «Наказание розами» и осуществлённая в Аките на фоне сельского пейзажа фотосъёмка перформанса Тацуми Хидзикаты, («Трещины кожи»). Сотрудничество с Мисимой, на которого сильное впечатление произвели эксперименты Хосоэ вместе с Хидзикатой, стало ключевым для его творчества. Одним из первых их совместных проектов стала серия фотоиллюстраций, сделанных Хосоэ для сборника эссе Мисимы «Атака красоты». За этим последовала серия ню Мисимы в «Наказании розами» (1963). В серии очевидны садомазохистические мотивы, присущие и литературному творчеству Мисимы, а также двойственность, обусловленная разломом в истории Японии на довоенное прошлое и настоящее. Кроме того, «Наказание розами», которое многими относится к числу шедевров Хосоэ, отличается радикальным и изощрённым техническим новаторством.
В 2003 году Эйко Хосоэ был удостоен специальной награды Британского королевского фотографического общества за вклад в искусство фотографии.
Умер в токийской больнице 16 сентября 2024 года в возрасте 91 года от опухоли надпочечников.

## Избранные фотоальбомы
- «Мужчина и женщина» (おとこと女, 1960)
- «Наказание розами» (薔薇刑, 1963)
- «Трещины кожи» (鎌鼬, 1970)
- «Пепел смерти» (死の灰, 2007)